# Luigi Andreotti
Luigi Andreotti (San Terenzo, 20 febbraio 1829 – Lerici, 26 aprile 1871) è stato un militare italiano.

## Biografia
Insieme agli altri due suoi concittadini Giovanni Battista Monteverde e Onesto Faccini, è stato uno dei Mille di Giuseppe Garibaldi. Figlio di Francesco Andreotti e di Benedetta Biso, commercianti.
Era marinaio di uno dei piroscafi utilizzati per la spedizione dei Mille. La notte della partenza Andreotti non volle lasciare l'imbarcazione (gli equipaggi furono fatti sbarcare), e si unì ai Mille. Nell'elenco ufficiale è in numero 17..
Partecipò a tutta la campagna meridionale e viene citato in uno scritto da Francesco Crispi relativo all'impresa dei Mille per aver salvato la vita ad un compagno d'armi.